# Glyptoscelis alternata
Glyptoscelis alternata är en skalbaggsart som beskrevs av George Robert Crotch 1873. Glyptoscelis alternata ingår i släktet Glyptoscelis och familjen bladbaggar. Inga underarter finns listade i Catalogue of Life.